# 在日本朝鮮労働総同盟
在日本朝鮮労働総同盟（ざいにほんちょうせんろうどうそうどうめい）は戦前の日本の内地に存在した労働組合の連合体。略称は在日朝鮮労総、労総。

## 概要
1919年3月にソウルで起きた三・一独立運動を受け、朝鮮総督府は同年4月より朝鮮人の日本内地への渡航に制限を加えていたが、1922年にこれが解除されると朝鮮の農村から日本に働きに出る渡航者が急増、1920年に約4万人であった在日朝鮮人人口は1925年には約20万人に達する勢いであった。折りしも社会主義運動が広がり、1922年11月東京朝鮮労働同盟会、翌12月大阪朝鮮労働同盟会がうまれるなど、労働運動と労働者の組織化が進んでいった。

こうした中、1925年2月22日、大阪7・東京3・京都1・神戸1の在日朝鮮人労働団体が参加して、東京で創立大会を開催し在日本朝鮮労働総同盟を結成した。大会は日本労働総同盟（総同盟）の1922年綱領とほぼ同主旨の綱領と、八時間労働制・最低賃金制など5項目の主張を採択した。委員長は李憲、中心的活動家に共産主義者の金天海 や、朴相勗らがいた。
同年7月、労総の地方組織として神奈川朝鮮合同労働会が結成された。1928年5月、金天海が中央執行委員長兼争議部長に就任した。
結成された1925年の10月の組織人員は1220人であったが、1927年4月の第3回大会には3万人を超える飛躍的な発展をとげ、昭和金融恐慌下の一連の争議を指導した。他方、労総は朝鮮共産党日本総局、新幹会支会（東京、京都、大阪、名古屋）や日本の左翼団体と協力して、労働運動ばかりでなく、独立運動をも活発に展開した。最盛期には4万人を超える労働者を組織し、在日朝鮮人の労働運動・民族運動の中心であった。朝鮮語の機関誌『朝鮮労働』『現段階』などを発行していた。
1928年3-4月のプロフィンテルン第4回大会による日本労働組合評議会（評議会）・在日本朝鮮労働総同盟（労総）の合同勧告に端を発し、1929年、日本共産党指導下の日本労働組合全国協議会（全協）への解消が提起された。共産主義者金斗鎔らは、「労働者は祖国を持たない」立場から、民族的闘争を放棄し労働者独自の運動に戻ることを主張し、労総解消を推進した。一方、同年7月、在日朝鮮労総関東協議会で、川崎と横浜の代表が解消に反対、その後、東京の労総と川崎・横浜の労総の間で内ゲバ事件が起こるに至った。同年12月14日、全国代表者会議は全協への合同方針を決定。労総を解体し、工場を基盤として組合を産業別に再組織化、産業別闘争をすすめるとともに、全協内に設けられる朝鮮人委員会が朝鮮人問題の指導にあたることとされた。
1930年10月、労総は解散し、全協に再組織されたが、組合員数は2600人に激減していた。